# 870 a.C.

## Eventos
- Fim do reinado de Equéstrato e início do reinado de seu filho, Leobates, na cidade grega de Esparta[1]
- Josafá, filho de Asa, torna-se rei de Judá. Seu reinado dura até 848 a. C.[2]
- Fim do reinado de Asa de Judá[2]

### Bíblia
- Início da atuação de Elias como profeta.[3]